# Medalles del Cercle d'Escriptors Cinematogràfics de 1960
La cerimònia de lliurament de les medalles del Cercle d'Escriptors Cinematogràfics de 1960 va tenir lloc el 22 d'abril de 1961. Va ser el setzè lliurament d'aquestes medalles atorgades per primera vegada quinze anys abans pel Cercle d'Escriptors Cinematogràfics (CEC). Els premis tenien per finalitat distingir als professionals del cinema espanyol i estranger pel seu treball durant l'any 1960. L'esdeveniment es va celebrar per segon any consecutiu a l'Hotel Wellington de Madrid.
Es van lliurar dinou premis, dos menys que en l'edició anterior pel fet que no es van concedir premis especials. El gran triomfador va ser el film El príncipe encadenado, que va obtenir cinc medalles, entre elles les de millor pel·lícula i millor director.

## Llista de medalles
| Categoria                    | Premiat                       | Labor premiada                              |
| ---------------------------- | ----------------------------- | ------------------------------------------- |
| Millor pel·lícula            | El príncipe encadenado        | pel·lícula                                  |
| Millor director              | Luis Lucia                    | El príncipe encadenado                      |
| Millor actriu principal      | María Mahor                   | Melocotón en almíbar El príncipe encadenado |
| Millor actor principal       | Adolfo Marsillach             | Salto a la gloria                           |
| Millor actriu secundària     | Julia Caba Alba               | Maribel y la extraña familia                |
| Millor actor secundari       | José Luis López Vázquez       | 091, policía al habla                       |
| Millor fotografia            | Alejandro Ulloa               | El príncipe encadenado                      |
| Millor música                | Manuel Parada                 | Conjunt de la seva obra                     |
| Millors decorats             | Sigfrido Burmann              | El príncipe encadenado                      |
| Millor argument original     | José Santugini                | El hombre que perdió el tren                |
| Millor guió                  | Miguel Mihura                 | Sólo para hombres                           |
| Millor labor literària       | Carlos M. Staehlin Saavedra   |                                             |
| Millor pel·lícula estrangera | El puente                     | pel·lícula                                  |
| Premi Jimeno                 | Josep Maria Argemí (Director) | Gaudí                                       |
| Millor labor periodística    | Pedro Rodrigo                 |                                             |
| Millor curtmetratge          | A través de San Sebastián     | (D'Antonio Eceiza i Elías Querejeta)        |
| Millor actriu estrangera     | Anna Magnani                  | Infierno en la ciudad                       |
| Millor actor estranger       | Charlton Heston               | Ben-Hur                                     |
| Millor director estranger    | Bernhard Wicki                | El puente                                   |